# Кримська правозахисна група
Кримська правозахисна група (КПГ; англ. Crimean Human Rights Group) — українська неурядова організація кримських правозахисників та журналістів, метою якої є сприяння дотриманню та захисту прав людини в Криму шляхом привернення широкої уваги до проблем прав людини та міжнародного гуманітарного права окупованих Росією територіях України, а також пошуку та вироблення механізмів для захисту прав людини у Криму та звільнення всіх незаконно позбавлених волі внаслідок агресії РФ. Команда організації розпочала діяльність у 2014 році, а у 2015 році була  заснована як організація. 
КПГ моніторить та документує порушення прав людини та воєнні злочини  у Криму на постійній основі з березня 2014 року. Діяльність КПГ, в першу чергу, базується на польовій роботі, моніторингу політично мотивованих судових процесів, наданні правовій та інших видах допомоги постраждалим від порушень прав людини.
Основні напрямки роботи організації:
- збір та аналіз інформації щодо ситуації з дотриманням прав людини в Криму;[2]

- широке інформування органів влади, міжнародних організацій, міжурядових структур, неурядових організацій, засобів масової інформації та інших цільових груп шляхом публікації та поширення аналітичних та інформаційних матеріалів про ситуацію з правами людини в Криму;

- сприяння захисту прав людини і дотримання норм міжнародного права в Криму;

- сприяння захисту та звільненню людей, незаконно позбавлених волі з політичних мотивів внаслідок агресії проти України;

- адвокація з метою звільнення та повернення в Україну цивільних осіб, викрадених та незаконно утримуваних у Криму та інших територіях, окупованих РФ після 24 лютого 2022 року

- підготовка рекомендацій для органів влади та міжнародних структур у сфері прав людини;

- забезпечення присутності «теми прав людини в Криму» в інформаційному просторі та підтримка діяльності Експертної мережі Кримської платформи[3].

КПГ опублікувала більше 115 оглядів щодо ситуації з правами людини в Криму, підготувала більше 45 тематичних доповідей та звітів для міжнародних організацій (ООН, ОБСЄ, Рада Європи). Організація також має досвід підготовки та подання доказів до міжнародних судів (Уряд України подав Меморандум до Міжнародного суду ООН у зв'язку з позовом України до Росії за Конвенцією про ліквідацію всіх форм расової дискримінації в Криму. Меморандум був підготовлений спільно з КПГ). Кримська правозахисна група разом із Прокуратурою Автономної Республіки Крим та міста Севастополя подали 2 звернення до Міжнародного кримінального суду щодо воєнних злочинів - незаконного призову громадян України, що проживають в окупованому Криму, до Збройних сил РФ та пропаганди такого призову, в тому числі серед кримських дітей. Прокуратура автономії та Офіс генерального прокурора спільно з Global Rights Compliance, Кримською правозахисною групою, Truth Hounds та Кримським інститутом стратегічних досліджень зібрали докази переслідування кримських татар за політичними, етнічними та релігійними ознаками, що вчиняються на півострові з часу окупації. 18 травня 2022 року цю інформацію було передано до Офісу прокурора Міжнародного кримінального суду як чергові докази вчинення російською федерацією та її окупаційною адміністрацією злочинів проти людяності на території окупованого півострова.
КПГ постійно висвітлює міжнародні злочини РФ на окупованих територіях України, в результаті чого 6 травня 2022 року Генпрокуратура РФ внесла Кримську правозахисну групу в список «небажаних організацій в Росії».
КПГ є членом:
- Експертної ради при Представництві Президента України в АР Крим;

- Міжвідомчої комісії з розгляду питань щодо визнання осіб, позбавлених волі внаслідок збройної агресії проти України, та здійснення заходів, спрямованих на їх соціальний захист;

- Консультативної ради при Уповноваженому Верховної Ради України з прав людини;[9]
- Консультативної ради з питань деокупації та реінтеграції тимчасово окупованої території Автономної Республіки Крим та міста Севастополь.[10]

КПГ є однією з ключових організацій в Експертній Мережі Кримської Платформи, сприяє  розширенню її команди та зміцненню міжнародної адвокації. Ольга Скрипник, голова правління КПГ, була делегована Експертною мережею Кримської платформи офіційно виступити перед учасниками Інавгураційного саміту Кримської платформи 23 серпня 2021 року, будучи єдиною представницею громадянського суспільства серед учасників Саміту.
Кримська правозахисна група входить до Коаліції «Україна. П’ята ранку», яка збирає та документує воєнні злочини та злочини проти людяності, вчинені під час російської збройної агресії в Україні. Також КПГ є однією із організацій-співзасновниць громадської спілки «Дім прав людини Крим».

## Нагороди
- У вересні 2023 року КПГ отримала від посольства Королівства Нідерландів в Україні премію «Тюльпан прав людини».[13] Також організація була номінована на Global Human Rights Tulip Award

- У квітні 2024 року КПГ отримала нагороду від ОБСЄ «Democracy Defender Award»[14]